# دیوید فورده

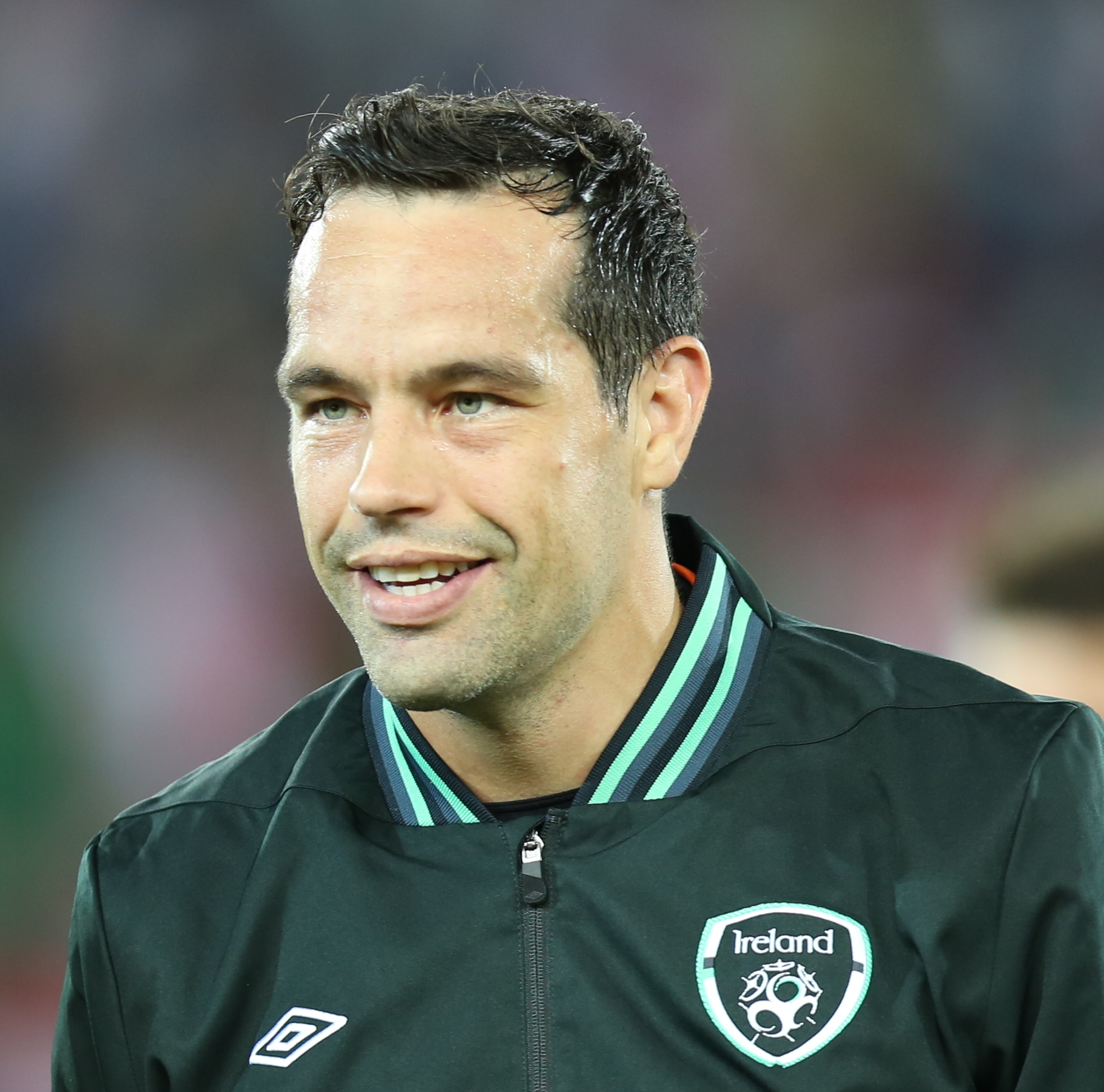
دیوید فورده

دیوید فورده (زادهٔ ۲۰ دسامبر ۱۹۷۹) بازیکن فوتبال اهل کشور ایرلند است.
وی برای تیم ملی ایرلند ۴ بازی انجام داده و ۰ گل به ثمر رسانده‌است. پست تخصصی این بازیکن نیز، دروازه‌بان است.